# 皮耶罗·帕斯托雷
皮耶罗·帕斯托雷（義大利語：Piero Pastore，1908年4月3日—1968年1月8日），意大利男子足球运动员。他曾代表意大利国家队参加1928年夏季奥林匹克运动会足球比赛，获得一枚铜牌。